# 박중빈
박중빈(朴重彬, 1891년 5월 5일 - 1943년 6월 1일)은 원불교의 창시자이다. 별명은 소태산(少太山) 혹은 대종사(大宗師).

## 생애
1891년 전라남도 영광군 길룡리에서 평범한 농민의 아들로 태어났다. 7세부터 자연현상과 인생에 대하여 특별한 의문을 품고, 20여 년간 구도고행을 계속하여 마침내 1916년 4월 28일, 큰 깨달음(大覺)을 이루었다고 하는데 이날이 바로 원불교의 개교일이다.
이후 박중빈은 '물질이 개벽되니 정신을 개벽하자'는 표어를 주창하며, 먼저 미신타파, 문맹퇴치, 저축조합 운동 등을 제시하며, '새회상 창립'의 경제적 기초를 세운 '2만 6천 여평'의 정관평 방언공사와 인류구원을 위한 '혈성(血誠)의 기도'로 '법계의 인증'을 받은 법인성사, 법신불 일원상을 '최고의 종지(宗旨)'로 삼아, 교리와 제도를 제정한 봉래제법 등을 하며 원불교를 창시했다. 교단의 중심지로 익산에 '총부'를 건설하였다.
1943년 6월 1일, 53세로 세상을 떠났다.

## 원불교
원불교 창시자이자 초대 종법사인 소태산은 길룡리 영촌마을의 평범한 농가에서 태어났지만 1916년 26세의 나이로 깨달음을 이룬 인물이다. 지금도 길룡리 주민들에게 소태산 대종사는 어려서부터 자연현상과 생로병사에 대해 의심이 많았던 범상치 않은 인물로 전해진다.
원불교 교전 중에 “만유가 한 체성이며 만법이 한 근원이로다. 이 가운데 생멸 없는 도와 인과 보응되는 이치가 서로 바탕하여 한 뚜렷한 기틀을 지었도다.”라고 대각의 기쁨을 표현했다는 기록이 나오는데 이때의 대각으로 “물질이 개벽되니 정신을 개벽하자”라는 표어를 내세우고 9인의 제자들과 함께 생활불교, 대중불교를 표방하며 창시한 게 바로 원불교가 되었다. 타종교를 배척하지 않는 교리가 특색이다.
특히 소태산 대종사는 스스로 깨닫고 나서 비로소 기존 종교들에 대한 궁금증이 생겨 살펴본 결과 불교가 자신의 깨달음에 가장 가까웠다며 주변에 『금강경』을 읽을 것을 권했다고 한다. 원불교를 불교의 한 갈래로 봐야 하는지에 대해서는 내부 구성원 사이에서도 생각이 다르다. 그래서 불교계에서는 “원불교는 석가모니 부처를 믿지 않는다. 교조가 따로 있다. 원불교 교도 스스로가 원불교는 불교가 아니라고 말한다”고 오해하기도 한다.
하지만 원불교 지도부의 생각은 다르다. “소태산 대종사를 교조로 존경하는 것이지 신앙의 대상은 아니다”라는 것이다. 한국형 개혁 불교라는 얘기다. 생활불교, 재가불교라는 설명이다. 원불교에서는 성직자를 교무라고 부른다. 하지만 최고 의결기구인 수위단회에 재가 교도를 일정 비율 참석시킬 만큼 권한이 분산되어 있다.
영육쌍전(靈肉雙全)이라는 교리에 따라 마음 공부 이외에 물질적 토대를 닦는 일도 교단 차원에서 장려한다. 세상 모든 종교의 진리는 한 가지라는 동원도리(同源道理) 교리에 따라 종교 간 평화, 해외 교화에 힘쓴다. 일체의 불상은 오해를 부른다며 불법 자체를 상징하여 큰 원을 그려놓은 일원상을 모신다.
기본 교리를 밝힌 『정전』, 소태산 대종사의 어록인 『대종경』, 『금강경』 등을 소의경전(所依經典)으로 한다. 소의경전은 소의본경(所依本經)이라고도 하는데 각 종파에서 근본경전으로 하여 깨달음에 의지한다는 경전을 말한다. 불교에만 있는 개념이다.

## 같이 보기
- 대종사 십상